# Maison du 6 rue du Neufbourg à Vire
La maison du 06 rue du Neufbourg était un édifice situé à Vire, dans le département français du Calvados, en France.

## Localisation
Le monument était situé au numéro 06 de la rue du Neufbourg.

## Historique
L'édifice est inscrit au titre des Monuments historiques depuis le 14 décembre 1928.
Il est détruit pendant les bombardements de la Bataille de Normandie.

## Architecture
S’il s’agit du même édifice qui est cité dans l’ouvrage Le patrimoine des communes du Calvados et identifié à l’hôtel de Corday d’Arclais du début du XVIIIe siècle des vestiges sont répertoriés, un portail de pierre de Caen pourvu de deux statues de lions se faisant face avec au milieu un écu.

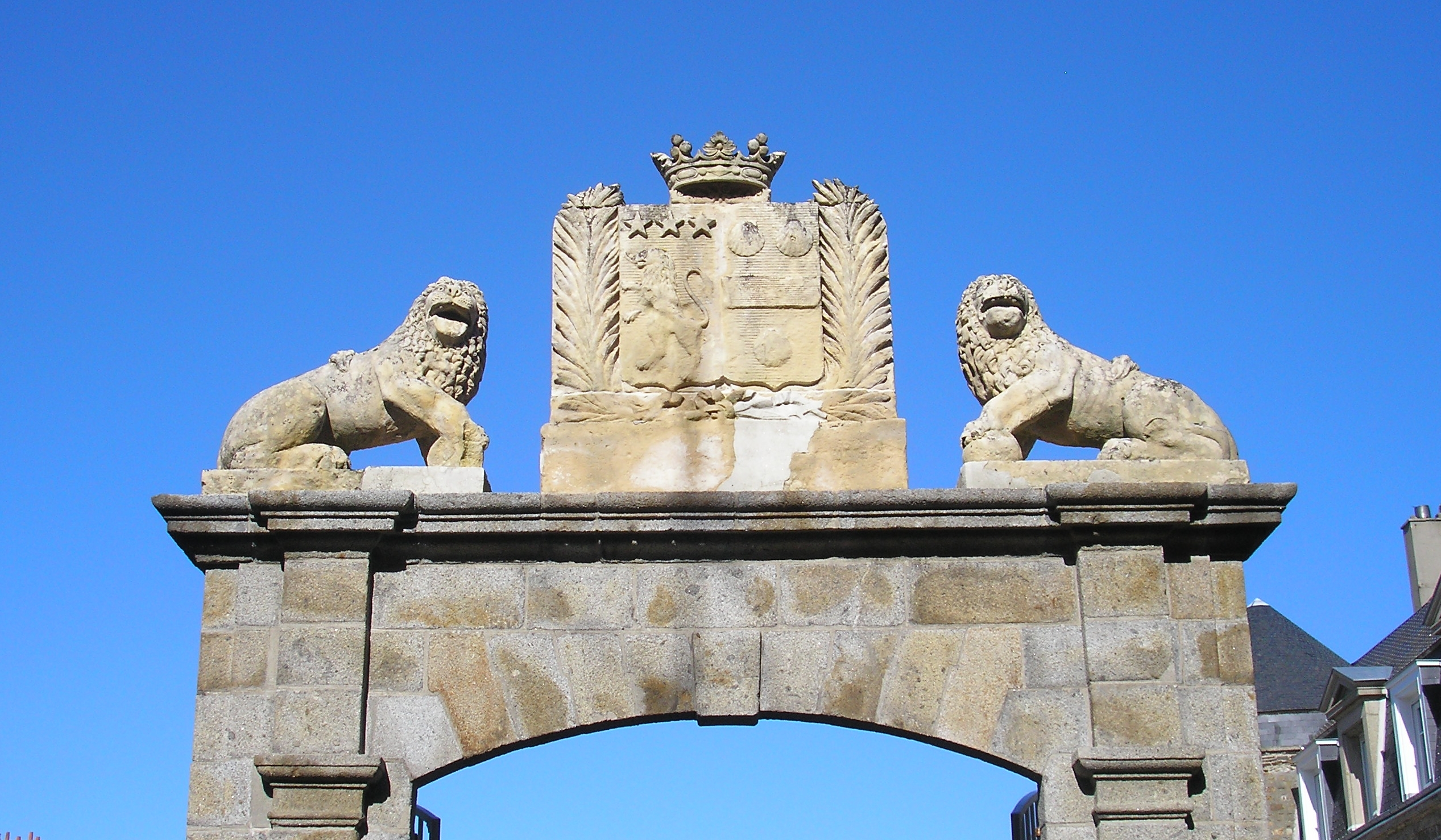
Le fronton du portail.